# 自由、夜
『自由、夜』（じゆう よる、フランス語: Liberté, la nuit）は、1983年にフランス国立視聴覚研究所 (INA) によって製作されたフランスの映画である。

## 略歴・概要
本作は、フィリップ・ガレルの原案を政治活動家のベルナール・ランベールが翻案し、再度ガレルが映画用に脚本を執筆、それを台本として撮影が行われた。1950年代末のアルジェリア戦争を舞台背景とした作品である。夫ジャンを演じるモーリス・ガレルはガレルの実父であり、ラズロ・サボが案じたラズロの妻ミシュリーヌを演じるブリジット・シーとガレルの間には、本作を製作した1983年の6月14日、現在俳優のルイ・ガレルが誕生している。
1983年、フランス国立視聴覚研究所（INA）が製作し、1984年5月11日から開催された第37回カンヌ国際映画祭の「フランス映画の展望」（フランス語: Perspectives du cinéma français）部門に出品され、同部門賞を獲得した。
日本では、1990年5月25日、シネマトリックスの配給で、東京・六本木に存在したシネ・ヴィヴァン六本木で公開された。同年11月21日にはVHS、同年12月27日にはLDのビデオグラムがそれぞれ発売されたが、2010年7月現在DVD発売はされていない。

## スタッフ・作品データ
- プロデューサー - マルティーヌ・デュラン （Martine Durand [5]）
- 監督・原案・脚本 - フィリップ・ガレル
- 翻案 - ベルナール・ランベール （Bernard Lambert）
- 撮影 - パスカル・ラペルーザス （Pascal Laperrousaz [6]）
- 録音 - ジャン＝ピエール・ラフォルス （Jean-Pierre Laforce [7]）
- 編集 - ドミニク・オーヴレイ（フランス語版） （Dominique Auvray [8]）、フィリップ・ガレル
- 上映時間 - 82分 [1] / 99分 [9]
- フォーマット - 白黒映画 - ヨーロピアンヴィスタ（1.66:1） - モノラル録音
- 日本初回興行 - 六本木・シネ・ヴィヴァン六本木
- 公開時日本語字幕 - 関美冬

## キャスト
クレジット順。
- エマニュエル・リヴァ - 妻ムーシュ（Mouche）
- モーリス・ガレル （Maurice Garrel） - 夫ジャン（Jean）
- クリスティーヌ・ボワソン （Christine Boisson） - ジェミナ（Gémina）
- ラズロ・サボ - 傀儡師ラズロ（Laszlo）
- ブリジット・シー （Brigitte Sy [10]） - ラズロの妻ミシュリーヌ（Micheline）
- ピエール・フォレスト （Pierre Forest） - パラシューティスト
- ジェラール・ドゥモン （Gérard Demond [11]） - パラシューティスト
- バルテレミー・テヨー （Barthélémy Teillaud [12]） - ラズロの息子バルテレミー（Barthélémy）
- ミュリエル・オジェ （Muriel Oger [13]） - ジャンの娘ソフィ（Sophie）
- レイモン・ポルタリエ （Raymond Portalier [14]） - 私服警官
- ジョエル・バルブート （Joël Barbouth [15]） - 私服警官
- アビブ・ライディ （Habib Laïdi [16]） - アルジェリア人労働者
- モアメド・フラッグ （Mohamed Fellag） - モアン（Mohand）
- サラ・テスクーク （Salah Teskouk [17]） - サラ（Salah）
- ジュリアン・サルファーティ （Julien Sarfati [18]） - メーディ（Mehdi）